# Palazzo episcopale di Barcellona
Il Palazzo episcopale di Barcellona noto anche come Palau del Bisbe (in italiano Palazzo del vescovo) è un edificio residenziale ubicato a lato della Cattedrale di Barcellona e che si affaccia da un lato sul Carrer del Bisbe e dall'altro lato sulla Plaça Nova, occupando una superficie e una volumetria molto ampia. L'edificio è protetto e catalogato come bene culturale d'interesse locale.
Costruito alla fine del XII secolo e ampliato a metà del XIII secolo dal vescovo Arnau di Gurb, fu soggetto a modifiche profonde e ingrandito in epoca barocca. Fu successivamente ristrutturato ancora tra il 1900 e il 1928, l'ultima sotto la guida di Enric Sagnier. Spiccano le gallerie del XII secolo. La galleria dell'ala sud-est è formata da tre grandi arcate appoggiate su colonne con capitello affiancate a pilastri rettangolari e sormontate da cornicioni con modanature a punta di diamante. La facciata verso il Carrer del Bisbe, dove si trova l'ingresso principale, risale al 1769 ed è decorata con lo scudo del vescovo Josep Climent. La facciata sulla Plaça Garriga Bachs, decorata con bassorilievi, è del 1928. Nel 1936 il palazzo fu designato come prima sede provvisoria dell'Archivio Nazionale della Catalogna.

## Storia

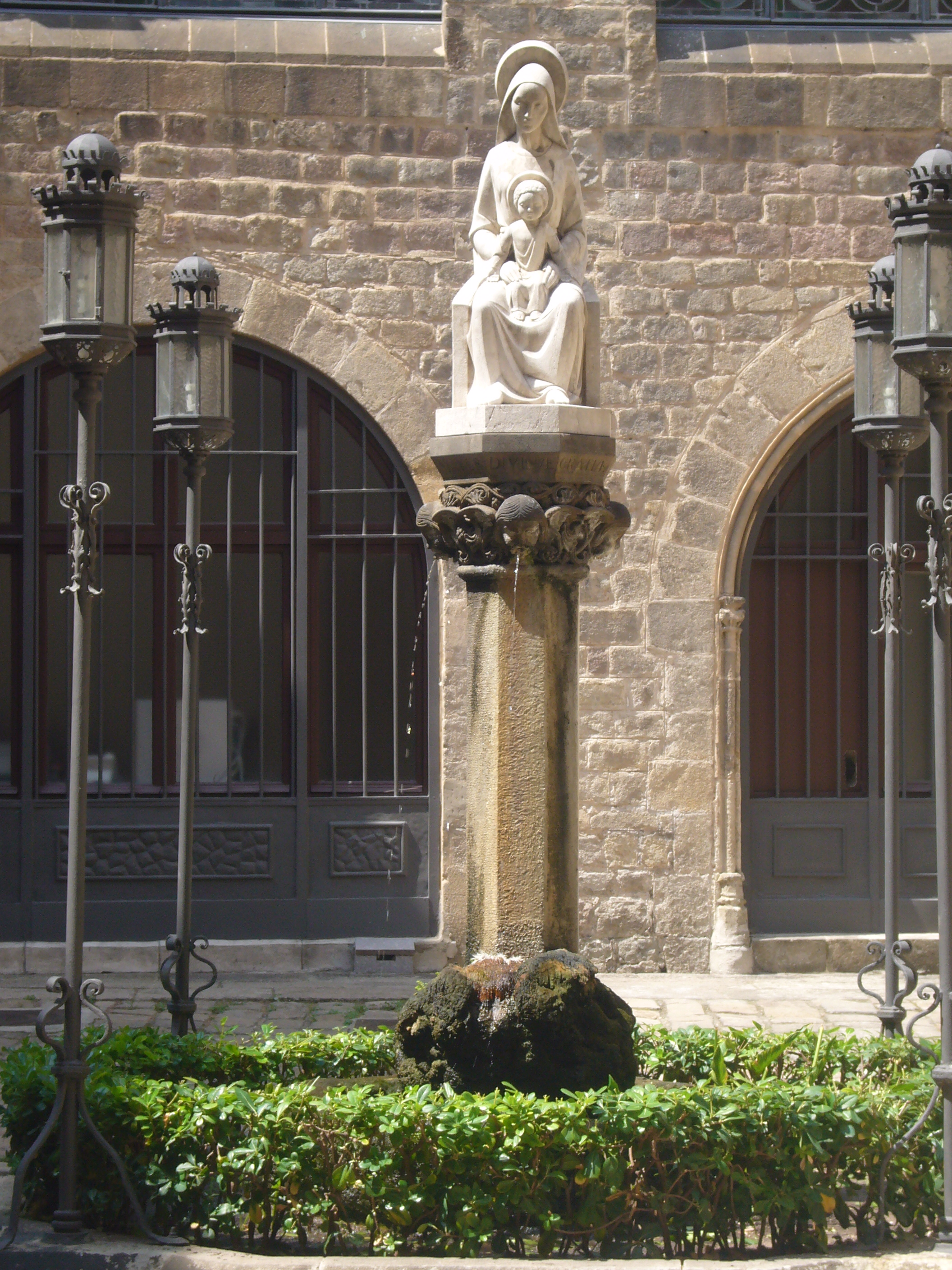
Cortile del Palazzo Episcopale di Barcellona

### Età antica
La Torre Romana 78 è un edificio scoperto durante i lavori di installazione di un deposito di gasolio. Nello scavare la fossa nel cortile del palazzo, venne alla luce un muro di epoca apparentemente romana. Fu avvisato il Museo Storico della città e con l'intervento del delegato alla Belle arti e della Comisaría de Excavaciones i lavori vennero interrotti per far posto agli interventi archeologici a salvaguardia dei resti.
L'area degli scavi presentava una pianta trapezoidale di 5,90 m sul lato ovest, di 6,35 m su quello est, di 4,20 m su quello nord e di 3,80 m su quello sud, con una profondità massima di 3,80 m che comprendeva sia gli stati medievali che quelli di epoca romana. Gli studi archeologici permisero così di stabilire una sequenza cronologica che abbraccia il periodo compreso tra la fine del I secolo e il XIX secolo.
Negli strati più antichi, risalenti all'intervallo tra la fine del I secolo e la metà del II secolo, furono documentati cinque fossati di dimensioni differenti riempiti di detriti che hanno permesso di ricostruirne la cronologia. Furono rinvenuti materiali di costruzione e frammenti di pitture che non corrispondevano a quelle presenti sul rivestimento del muro posteriore e furono così interpretati come resti di una costruzione precedente demolita nel corso della trasformazione urbana avvenuta all'inizio del III secolo.
Al di sopra di questi livelli fu individuato lo spazio occupato da due stanze di una domus appartenente a una insula a nord-est compresa tra l'intervallum e il decumanus maximus che passava lì accanto, a ridosso delle mura settentrionali e della porta decumana, databile tra la fine del II secolo e l'inizio del III secolo. L'unica parete ritrovata si trovava a est dello scavo e divideva le due stanze; si trattava di un muro in opus incertum con inserti di mattoni (lateres) e calcestruzzo, innalzato direttamente su uno strato di calce molto compatta o sul substrato roccioso seguendo il rilievo collinare. Sull'angolo di nord-est e fino alla parte centrale il muro era rinforzato da due pilastri verticali recuperati da costruzioni anteriori, come indicava la presenza di una base scolpita che rimaneva sotto il livello del pavimento. Alle due estremità della parete erano visibili resti di pitture con temi differenti, il che ha indotto alla conclusione che si trattasse di due stanze separate da una parete divisoria, non conservata ma identificabile dalla presenza a metà lunghezza della parete decorata di un tratto grezzo senza intonaco di circa 35 cm di larghezza, proprio in corrispondenza del cambiamento del tema decorativo. Al livello del pavimento della stanza sul lato sud sono state rinvenute tracce di un terrapieno con resti di mosaico, di cui è rimasto solo un frammento della parte centrale che presenta un motivo decorativo geometrico realizzato con tessere di circa un centimetro di lato in ardesia blu e calcare bianco con qualche inserto di colore rosso.
In un terzo periodo, compreso tra la fine del IV secolo e il V secolo, l'edificio apparentemente fu nuovamente oggetto di varie ristrutturazioni che hanno interessato sia le pareti che il pavimento: a 1,5 m di altezza dal pavimento più antico, l'opus incertum della parete si interrompe per lasciare il posto a una tecnica costruttiva molto più grossolana e senza rivestimento pittorico, a cui corrispondeva una pavimentazione in opus signinum di 10 cm di spessore.
Entrambe le pavimentazioni, sia quella in opus signinum che quella a mosaico, erano ricoperte di uno strato compatto di tegulae e lateres che suggerivano una distruzione o una ulteriore ristrutturazione, a cui non è stato possibile attribuire una cronologia precisa.
Al di sopra di questo strato di detriti furono rinvenuti i resti di una sedia imbottita di cui non è stato possibile determinare l'epoca dato che ne rimanevano pochi frammenti di materiale organico e pezzi di ferro informi. Infine, al livello del suolo del cortile, furono individuati i resti di due condutture d'acqua: la più antica, risalente al XV secolo, era realizzata con blocchi di pietra di forma regolare uniti da malta di calce e coperta da lastre mentre la seconda, in mattoni, è databile al XVIII-XIX secolo.

### Medioevo

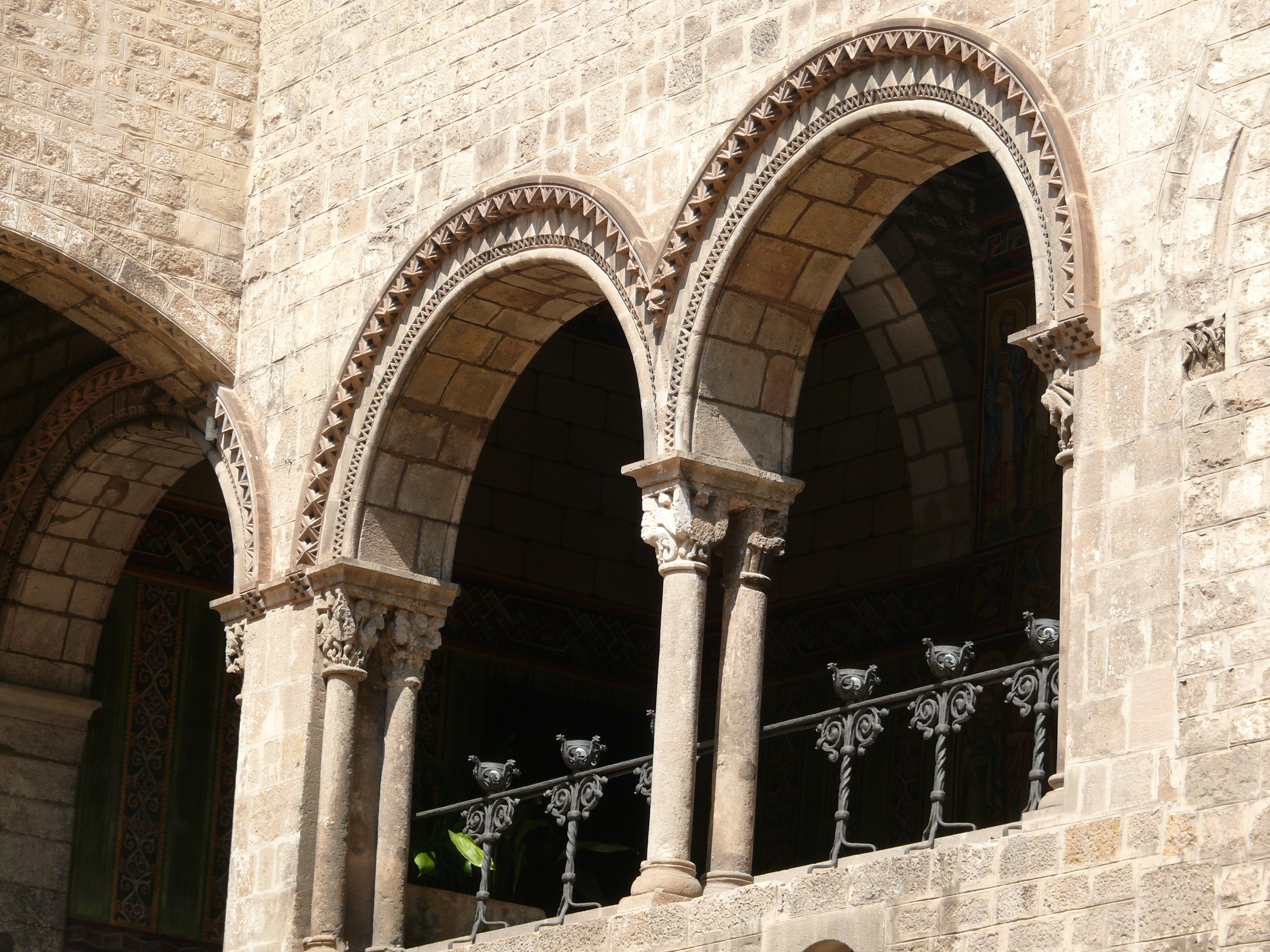
Dettaglio delle finestre sul cortile del Palau del Bisbe

L'edificio attualmente noto come Palau del Bisbe è la prima costruzione della nuova sede episcopale di Barcellona realizzata entro la cinta muraria cittadina, sfruttando la protezione offerta dalle mure romane.
Secondo i documenti storici, nel 1078 il vescovo Umbert de Cervelló comprò da Arnau Gontari e dalla sua sposa Narbona il terreno dove ora sorge il palazzo. Il terreno era delimitato a est dalle torri dell'Ardiaca, a ovest da alcuni edifici che si presumono essere stati, a nord da un orto di proprietà dell'ebreo Isaac che iniziava fuori dalle mura e infine a sud da una pubblica piazza.
Fu in quel periodo, negli ultimi decenni dell'XI secolo, che sarebbero state costruite le parti più antiche del complesso episcopale. Il primo scritto che fa riferimento esplicito al Palau del Bisbe tuttavia è una bolla papale del 1176 che descrive l'edificio con torri (quelle delle mura) e situato in contiguità col Palau Reial Major, allora residenza dei Conti di Barcellona che divenne palazzo reale sono nel 1316, quando ne prese possesso Giacomo II di Aragona.
Verso la fine del XII secolo fu portato a termine uno dei primi ampliamenti importanti del complesso, la costruzione di un'ala a due piani a ridosso delle mura romane del IV secolo. Di questa costruzione rimane conservata parte della facciata sul cortile interno con finestroni ad arco acuto al primo piano, pilastri e colonne gemellate che alternano abachi lisci a capitelli con decorazioni vegetali e figurate. I lavori di ristrutturazione del 1928 hanno modificato radicalmente il pian terreno, eliminando del tutto il porticato che si trovava a questo livello.
Quest'ala fu ulteriormente ampliata nel XVIII secolo e alcuni lavori di ristrutturazione dello stesso periodo hanno messo alla luce nella tromba delle scale i contorni di due archi completi, cosa che confermerebbe che la galleria continuava fino al lato sinistro ed era interrotta dalla facciata del corpo della cappella, costruita tra il 1253 e il 1257 in seguito all'acquisto e alla successiva demolizione di due case.
In seguito all'incremento demografico nella città di Barcellona durante il XIII secolo, il concistoro autorizzò la costruzione di arcate tra le torri delle mura romane per aumentare gli spazi abitativi; risalirebbe a questo periodo il grande arco di quindici metri che congiunge la torre Decumana con la torre rettangolare adiacente e che si trova all'interno dell'ala nord-occidentale del Palazzo Episcopale.
Nel XIV secolo furono realizzati i lavori del secondo piana dell'ala lato mura, attribuiti al capomastro Pere Isern che lavorò nel complesso episcopale attorno al 1363.
Nel 1355 avvenne la cessione di parte dell'orto del palazzo Episcopale, le cosiddette ansiameres, nei pressi del fossato, per realizzare l'urbanizzazione della Plaça Nova, portata a termine nel 1358.

### Età moderna

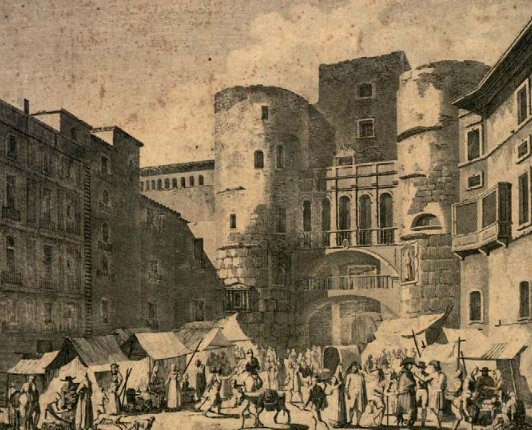
Il ponte di collegamento tra le torri romane

Tra la fine del XV secolo e l'inizio del XVI, sotto il vescovado di Pedro Garcia, fu completato l'adattamento della "cappella piccola", ubicata al primo piano sopra l'arco di congiunzione tra le torri. Su una della pareti ne rimane visibile lo scudo del prelato. Sempre in questo periodo furono realizzate le ali verso le vie del Bisbe e di Montjuïc del Bisbe, demolite nel XVIII secolo.
Nel 1614 venne costruito un ponte tra la porta Decumana e quella dell'Ardiaca. Il ponte era a due livelli con una struttura a due archi ribassati sovrapposti, realizzati a settantacinque anni di distanza. L'arco inferiore coincideva con l'alzata dell'antico cammino di ronda e dell'attuale piano nobile mentre quello superiore consisteva in un passaggio con cinque finestroni ad arco a tutto sesto incorniciati da sottili pilastri in stile dorico.
Il 23 maggio 1690 la confraternita di San Rocco chiese il permesso di collocare una statua del santo nel corpo delle mura costruendo una nicchia sotto la galleria del 1614. A questa realizzazione corrisponde anche la costruzione della scala a chiocciola all'interno della torre Decumana per facilitare il trasporto della statua di San Rocco dalla cappella all'interno della torre fino al centro del ponte.
In seguito alla demolizione delle ali sul Carrer del Bisbe e Montjuïc del Bisbe fu costruito un nuovo edificio attribuito a Pedro de Lucuze (o Pedro de Lonce) e Josep Mas. Contemporaneamente furono ristrutturati i tetti e tutti gli spazi di servizio sottostanti, furono realizzate una nuova area di amministrazione e il salone prospiciente la segreteria, fu eretta una torre al centro delle mura, completata da un campanile, e fu costruita la scala di accesso al secondo piano. Sempre in quest'epoca furono aperte finestre e balconi sul cortile, eliminati dalla ristrutturazione di Sagnier de 1928.
Durante il vescovado di Josep Climent i Avinent (1766-1775) fu costruita la facciata verso il Carrer del Bisbe. Strutturata su tre fasce orizzontali - struttura in pietra al pian terreno, piano nobile e attico - si caratterizza per il predominio del pieno rispetto al vuoto e per la semplicità ed eleganza delle proporzioni. L'ingresso principale è incorniciato da due coppie di pilastri ionici a cui si appoggia un arco a sesto pieno sormontato da un trabeazione. Sopra il fregio è presente uno scudo scolpito in pietra con le insegne episcopali ma privo di qualsiasi riferimento personale al vescovo, fatto all'epoca insolito che sottolinea l'abnegazione del suo carattere. Nello stesso elemento è scolpita anche la data di fabbricazione (1769).
Nel 1782 il vescovo Gabino de Valladares acquistò tre case sulla Plaça Nova e nel Carrer de la Palla con l'intenzione di costruire una nuova ala per stabilirvi le proprie dipendenze e i locali di rappresentanza del suo ufficio. Fu quindi realizzato un grande edificio con facciata neoclassica prospiciente la Plaça Nova, su progetto dell'architetto municipale José Mas Dordal, autore del progetto vero e proprio, e del fratello Pablo, incaricato della realizzazione. I lavori ebbero un costo totale di 46.000 lliures, comprensive del prezzo del terreno.

### XIX secolo

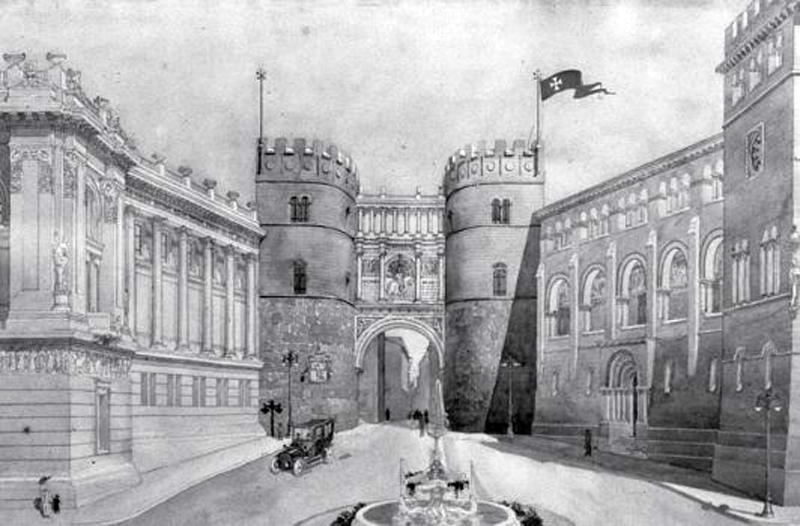
Progetto urbano per la Plaça Nova di Lluís Domènech i Montaner

Nel 1808 furono avviati diversi studi tecnici per interventi urgenti sull'edificio ma questo processo fu interrotto fino al 1814 dalla guerra d'indipendenza spagnola. Furono incaricati del progetto l'architetto e costruttore Tomàs Soler, il falegname Josep Vila, il fabbro Carles Saralt e il vetraio Jaume Arufo. Furono oggetto dei lavori, tra gli altri, la sistemazione del deposito delle carrozze, le cantine, la curia, i tetti, il giardino, le stanze del vescovo, i gabinetti e le cucine.
Nel 1816 il vescovo Pau de Sitjar incorporò nell'ala costruita nel XVIII secolo una casa acquistata nel carrer de la Palla; i lavori furono diretti ancora da Tomàs Soler i Ferrer che si occupò anche dei lavori sul giardino del palazzo per sollevarlo di 2,5 metri rispetto al livello della Plaça Nova e realizzare un accesso diretto dagli appartamenti del carrer del Bisbe.
Il 15 febbraio 1823, durante il triennio liberale e ancora sotto il vescovo Sitjar, la Commissione dei lavori del comune di Barcellona emise l'ordine di abbattere il ponte che univa le torri per motivi di pubblica sicurezza.
A causa delle pessime condizioni in cui versavano diverse parti della torre e della parte posteriore del portal del Bisbe, nel 1889 fu rimossa la fonte pubblica che si trovava ai piedi della torre, fu sistemato il rivestimento e la grande apertura ad arco della porta Decumana fu sostituita con una finestra con montanti e architravi in pietra. Nella parte superiore della torre fu aperta una nuova finestra a bifora.

### XX secolo

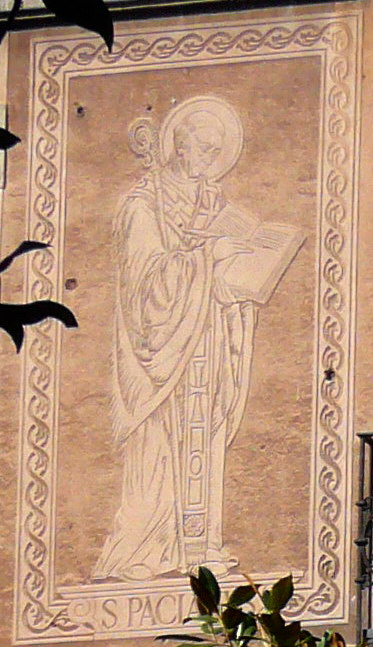
Bassorilievo di San Paciano sul Palazzo episcopale di Barcellona

Nei primi decenni del XX secolo si susseguirono una serie di interventi che modificarono in modo sostanziale alcuni dei tratti principali dell'edificio. Nel 1908 iniziò la ristrutturazione della galleria al primo piano con la posa in opera di vetrate e si chiuse lo spazio aperto verso l'esterno. All'interno fu collocata, completamente al chiuso, la cappella principale del palazzo. Sempre nello stesso periodo ebbe luogo la ricostruzione dell'"anticapella", detta anche "Sala Cardinal Casañas".
Tra il 1928 e il 1929 fu portato a termine un progetto firmato dall'architetto diocesano Enric Sagnier i Villavechia, con interventi profondi specialmente sul cortile e sulla facciata verso la piazzetta Garriga i Bachs. L'obiettivo del progetto era il recupero della fisionomia medievale del cortile caratterizzato originariamente da due navate del XII e XIII secolo e altre due dell'inizio del XIV, demolite e poi ricostruite verso la fine del XVIII secolo. In questo modo furono eliminati tutti gli elementi barocchi e neoclassici, sostituiti da elementi in stile medievale soprattutto per quanto riguarda le aperture. Furono demoliti anche il corpo di sostegno e la balaustra di protezione della scala principali, ricostruiti completamente secondo uno stile neoromanico.
All'interno furono recuperate le travi in legno che furono dipinte a imitazione dei soffitti a cassettoni medievali. Una gran parte di questi ambienti furono impiegati come alloggi per i prelati in visita a Barcellona per l'Esposizione Universale del 1929. Furono rifatti anche tutti i pavimenti del primo piano, sostituiti da mosaici idraulici disegnati dallo stessi Sagnier. Questa ricostruzione neoromanica non si estese alle facciate sul carrer del Bisbe e sulla piazza Garriga i Bachs, che hanno potuto quindi conservare l'impianto barocco e le decorazioni in bassorilievo.
A seguito della guerra civile spagnola, nel 1936 il palazzo fu abbandonato e la Generalitat propose di riconvertilo nella sede dell'Archivio Nazionale della Catalogna; il progetto per non ebbe seguito.
Nel 1951 l'architetto diocesano Manuel Puig Janer propose una ristrutturazione del secondo piano per ricavare nuove stanze da letto e di servizio sopra le mura romane e per questo tra il 1956 e il 1958 furono demolite le case che si trovavano a ridosso delle mura vicino alla casa dell'Ardiaca. La struttura tradizionale della Plaça Nova sparì per dar vita all'ampia Avinguda de la Catedral, mettendo in vista anche la facciata dell'ala del XVIII secolo.
Fra il 1972 e il 1982 fu portata a termine la costruzione dell'Archivio Diocesano su progetti di Joan Bassegoda i Nonell. La Sala della Trinità fu riconvertita in una nuova sala di lettura, con il rifacimento totale della copertura con capriate metalliche nascoste sotto un soffitto piatto in legno. Le travature in legno del XIII secolo con decorazioni in scritte arabe e stemmi feudali catalani, provenienti dalla conquista di Maiorca, furono trasferiti al Museo diocesano della Pia Almoina.
A partire dal 1987 furono realizzati altri lavori nell'area degli uffici a carico dell'architetto Cèsar Martinell i Taxonera e nel 1992, in coincidenza con le Olimpiadi di Barcellona, l'architettato Josep Maria Botey ristrutturò le facciata dell'ala del XVIII secolo prospicienti la Plaça Nova e il carrer della Palla.
Nel 1999 fu restaurata completamente la Sala del Trono, compresi i dipinti di Francesc Pla detto El Vigatà e nel 2010 fu la volta del paramento murario della torre romana nel contesto di un piano strategico di lavori sull'intero complesso, coordinati dal sacerdote archeologo Robert Baró.

## Descrizione

### Pianta
Il complesso presenta una pianta molto irregolare a causa dei numerosi interventi architettonici succedutisi nel tempo e del fatto che tutte le diverse dipendenze ruotano attorno a un grande cortile centrale. Questa situazione ha condizionato anche l'esistenza di più livelli di composizione strutturale e morfologica diverse.
La sede episcopale confina a nord come le antiche mura romane, che hanno avuto un peso fondamentale per quanto riguarda origine ed evoluzione dell'edificio. Nella sua conformazione attuale, il Palau del Bisbe sviluppa gran parte delle sue dipendenze nel corpo murario romano e su tre delle sue torri, due a pianta quadrata e una a pianta circolare (che apparteneva alla Porta Decumana sulla Plaça Nova).
Questa configurazione complicata ha portato come risultato un complesso architettonico di grandi dimensioni ad elevata complessità costruttiva e sempre per gli stessi motivi sono presenti più facciate, tra le quali spicca quella sul carrer del Bisbe, che ospita l'ingresso principale dell'edificio.

### Facciata sul Carrer del Bisbe

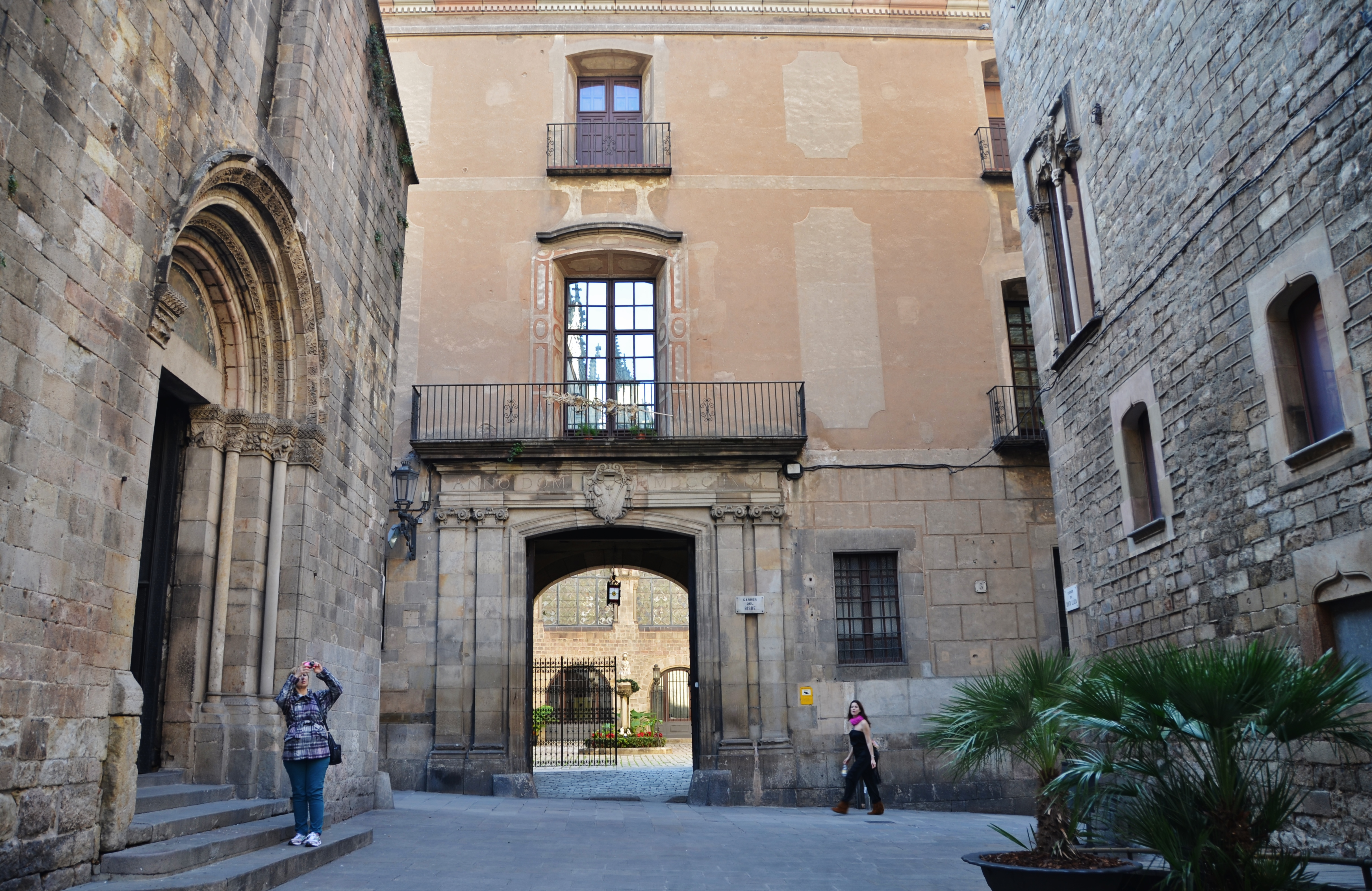
L'ingresso dal Carrer del Bisbe

La facciata è caratterizzata da un basamento in pietra e una grande porta monumentale centrale. L'organizzazione è su tre fasce orizzontali: la base in pietra al pian terreno, il piano nobile e il secondo piano. La porta principale è affiancata da due coppie di pilastri ionici su cui termina un arco a tutto sesto sormontato da un trabeazione; sopra il fregio è presente uno stemma scolpito in pietra con le insegne episcopali senza alcun riferimento al vescovo promotore dell'opera e la data di realizzazione (1769).
I livelli in corrispondenza del piano nobile e del secondo piano sono riccamente decorati da bassorilievi che circondano anche le aperture. Queste ultime sono caratterizzate da montanti e architravi in pietra e balconate sporgenti con ringhiere a sbarre di ferro elicoidali. Tra gli spazi più significativi del complesso vi sono le stanze ubicate al primo piano della Torre Decumana, alcune delle quali conservano ancora parte della travatura medievale in legno.

### Facciata sulla Plaça Nova

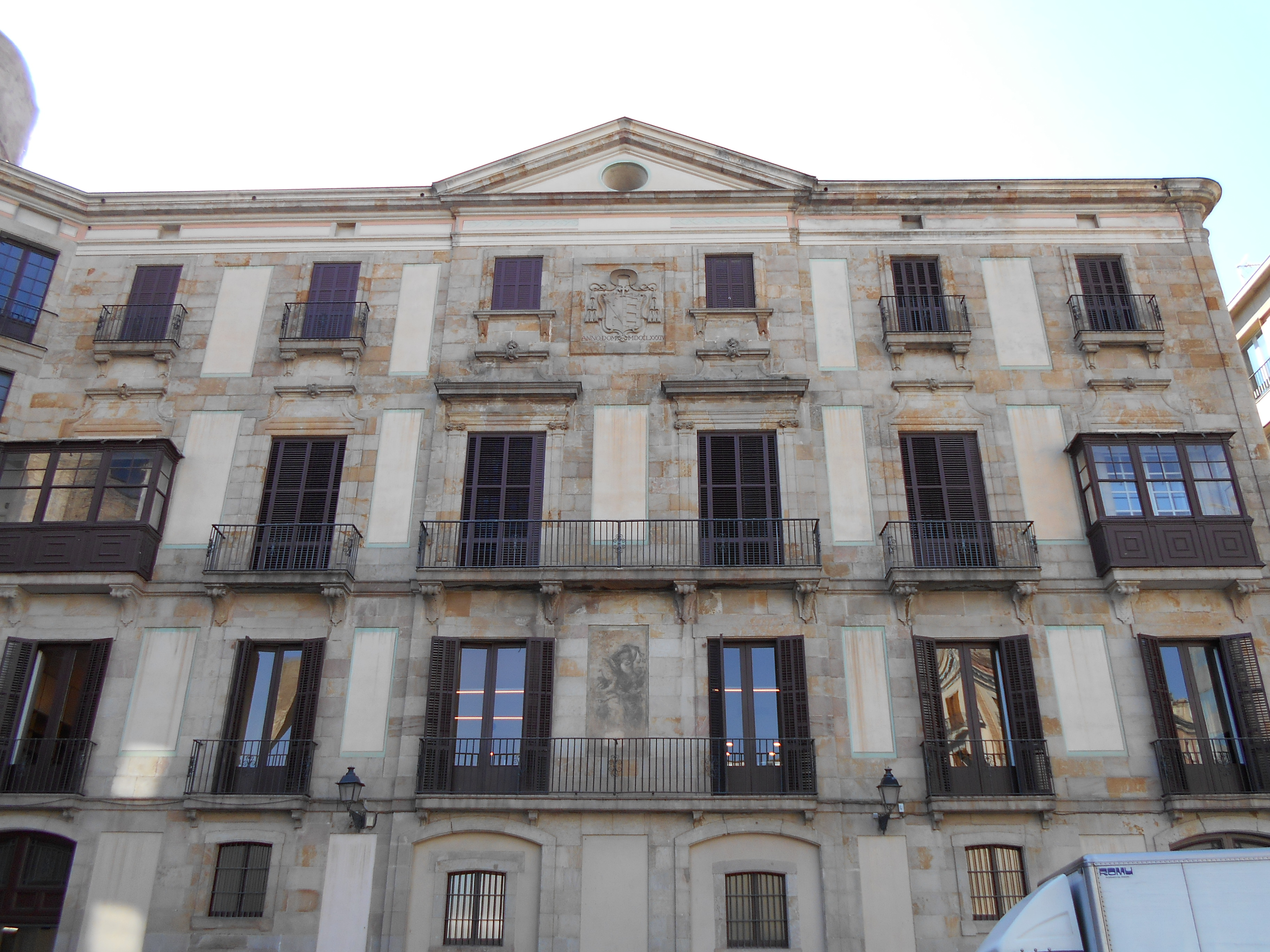
Facciata sulla Plaça Nova

La fabbrica neoclassica affacciata sulla Plaça Nova rappresenta uno degli ampliamenti più significativi del complesso. L'edificio è strutturato su quattro piani: un semi-interrato con accesso diretto dalla Plaça Nova; un primo piano collegato direttamente al cortile principale; un secondo piano che costituisce il pinano nobile, con una sala di 9,6 metri di altezza e infine un terzo che occupa il resto del volume della parte parallela alla Plaça Nova.
La facciata, completata nel 1784, evidenzia i quattro livelli ed è caratterizzata nel tratto centrale da un frontone triangolare. L'edificio è realizzato integralmente in pietra del Montjuïc e presenta una caratteristica formale molto curiosa: nel punto in cui la facciata si unisce alla Torre Decumana, la struttura su piega in modo da unirsi con continuità alla struttura romana, formando quindi un piccolo frontespizio smussato. Caratterizza la facciata la simmetria e il ritmo delle finestre e dei balconi, contornati da architravi semplici. Agli estremi del piano nobile sono presenti due balconate a vetri realizzate in legno. Originariamente gli spazi tra le finestre erano decorati con dipinti di Francesc Pla, El Vigatà, con un aspetto simile a quello del palazzo Moja. Di questi dipinti si sono conservati solo alcuni frammenti nella parte centrale del piano nobile.
All'interno spicca la Sala del Trono, decorata nel 1785 sempre da Francesc Plaça con scene dell'antico Testamento. Sugli architravi delle porte di questa sala si trova lo scudo nobiliare del vescovo Valladares, promotore della costruzione di quest'ala.

### Cortile interno

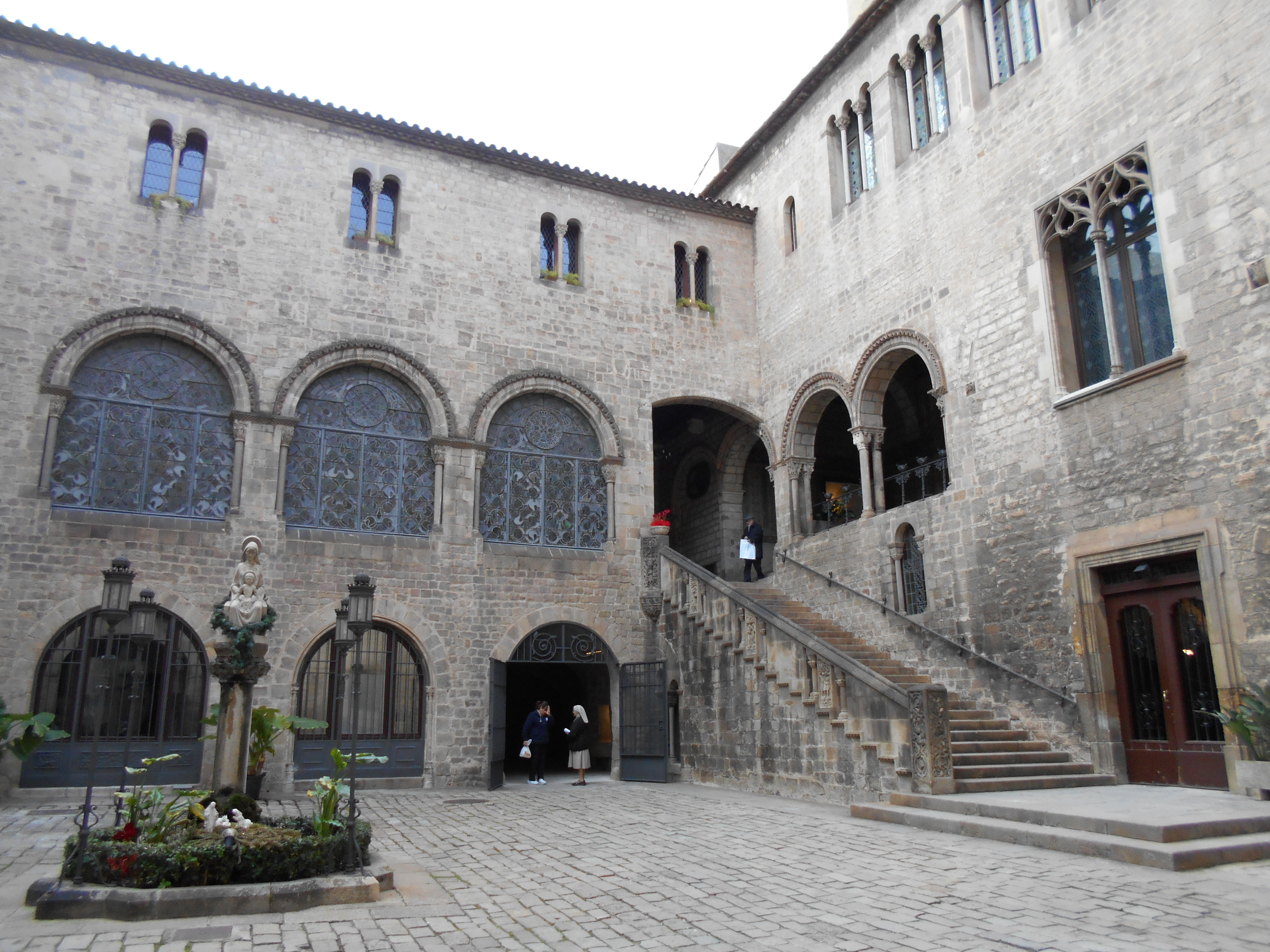
Cortile interno del Palazzo episcopale

La porta monumentale dà accesso a un vestibolo che porta al grande cortile scoperto del palazzo, di origine medievale. L'angolo più settentrionale ospita la scala monumentale di accesso al piano principale, caratterizzato dalla galleria con grandi finestre ad arco a tutto senso aperte sulla facciata. Questa galleria, ristrutturata in epoche relativamente recenti, comprendeva in origine altri due tratti, ora murati ma il cui contorno rimane visibile dalla tromba delle scale che portano al secondo piano. Le arcate sono sostenute da colonne affiancate da pilastri rettangolari decorati con un cornicioni lavorati a punta di diamante. I capitelli delle colonne presentano temi vegetali simili ad alcuni elementi presenti nell'ala nord-orientale del complesso. Al secondo piano alcune finestre a bifora con collinette centrali, modificate all'inizio del XX secolo, illuminano l'ampio ambiente che ospita la sala di lettura dell'Archivio Diocesano.
Uno degli elementi più notevoli dell'insieme è la grossa volta situata al piano terra (accessibile dal cortile) che mostra ancora la struttura portante utilizzata per la sua costruzione. Questa volta indica una cronologia probabilmente antecedente a quella del primo impiego residenziale di questa zona, quindi al palazzo stesso, e che sembra pertanto attribuibile a costruzioni precedenti.